# كأس ميريديان
كأس ميريديان (بالإنجليزية: Meridian Cup)‏ هي بطولة كرة قدم تقام كل سنتين للمنتخبات تحت 18 سنة من قارة أوروبا وأفريقيا. أقيمت البطولة لأول مرة في البرتغال في عام 1997، ضمن اتفاقية ميريديان التي أبرمت بين الإتحادين الأوروبي والإفريقي لكرة القدم في يناير 1997 في لشبونة، وذلك بهدف تشجيع تبادل الثقافات وفتح مجالات جديدة للمواهب الكروية الناشئة في القارتين.
كان نظام المسابقة منذ إنشائها في عام 1997، ينص على مشاركة ثمانية فرق، واستمر الحال كذلك لغاية عام 2005 في تركيا، بعد تلك البطولة تقرر تغيير شكل المسابقة وأصبحت عبارة عن مباراتين بين كل نجوم قارة أوروبا ونجوم قارة إفريقيا. تم إلغاء البطولة في عام 2007.

## سجل البطولة

### المباريات النهاية
النظام القديم
| السنة | المستضيف     | المباراة النهائية | المباراة النهائية | المباراة النهائية | مباراة المركز الثالث | مباراة المركز الثالث                       | مباراة المركز الثالث |
| السنة | المستضيف     | البطل             | النتيجة           | الوصيف            | الثالث               | النتيجة                                    | الرابع               |
| ----- | ------------ | ----------------- | ----------------- | ----------------- | -------------------- | ------------------------------------------ | -------------------- |
| 1997  | البرتغال     | · نيجيريا         | 3 – 2             | · إسبانيا         | · البرتغال           | 2 – 1                                      | · اليونان            |
| 1999  | جنوب أفريقيا | · إسبانيا         | 2 – 1             | · غانا            | · البرتغال           | 0 - 0 (3 - 1) ركلات جزاء ترجيحية (كرة قدم) | · مصر                |
| 2001  | إيطاليا      | · إسبانيا         |                   | · إيطاليا         | · البرتغال           |                                            | · جمهورية التشيك     |
| 2003  | مصر          | · إسبانيا         |                   | · سويسرا          | · فرنسا              |                                            | · إنجلترا            |
| 2005  | تركيا        | · فرنسا           |                   | · إسبانيا         | · تركيا              |                                            | · البرتغال           |

النظام الجديد
| Year | Host    | Final  | Final  | Final     |
| Year | Host    | Winner | Score  | Runner-up |
| ---- | ------- | ------ | ------ | --------- |
| 2007 | إسبانيا | UEFA   | 10 – 1 | CAF       |

### سجل الأبطال
| المنتخب        | البطل                | الوصيف         | المركز الثالث        | المركز الرابع |
| -------------- | -------------------- | -------------- | -------------------- | ------------- |
| إسبانيا        | 3 (1999, 2001, 2003) | 2 (1997, 2005) |                      | -             |
| نيجيريا        | 1 (1997)             | -              | -                    | -             |
| فرنسا          | 1 (2005)             | -              | 1 (2003)             | -             |
| اليويفا        | 1 (2007)             | -              | -                    | -             |
| غانا           | -                    | 1 (1999)       | -                    | -             |
| إيطاليا        | -                    | 1 (2001)       | -                    | -             |
| سويسرا         | -                    | 1 (2003)       | -                    | -             |
| الكاف          | -                    | 1 (2007)       | -                    | -             |
| البرتغال       | -                    | -              | 3 (1997, 1999, 2001) | 1 (2005)      |
| تركيا          | -                    | -              | 1 (2005)             | -             |
| اليونان        | -                    | -              | -                    | 1 (1997)      |
| مصر            | -                    | -              | -                    | 1 (1999)      |
| جمهورية التشيك | -                    | -              | -                    | 1 (2001)      |
| إنجلترا        | -                    | -              | -                    | 1 (2003)      |